# آرش استواری
آرش استواری (زادهٔ ۱۲ دسامبر ۱۹۹۲) بازیکن فوتبال اهل ایران است. استواری تنها لژیونر ایرانی است که در ۳ لیگ مختلف خارجی به عنوان قهرمانی رسیده‌است.
در سال ۲۰۱۶ با درخشش در لیگ برتر تایلند به باشگاه پرتغالی لوسیتانو ترانسفر شد و در پایان فصل به انتخاب هواداران محبوب‌ترین بازیکن فصل باشگاه انتخاب شد و هواداران پرتغالی به خاطر شباهت سبک بازی به وی لقب کوارشمای ایرانی را دادند.
رد پیشنهاد نجومی فدراسیون فوتبال عمان مبنی بر اخذ تابعیت و عضویت در تیم ملی فوتبال عمان بازخوردهای متفاوتی برای وی در ایران و عمان به همراه داشت و بازگشت وی به باشگاه النصر تحت تأثیر این جریان منتفی شد.
استواری مقیم کشور سنگاپور می‌باشد. از باشگاه‌هایی که در آن بازی کرده‌است می‌توان به باشگاه فوتبال استقلال تهران، باشگاه فوتبال برق شیراز، و باشگاه فوتبال فجر شهید سپاسی شیراز اشاره کرد. وی همچنین در تیم‌های ملی فوتبال نوجوانان ایران و جوانان ایران بازی کرده‌است.

## دوران باشگاهی

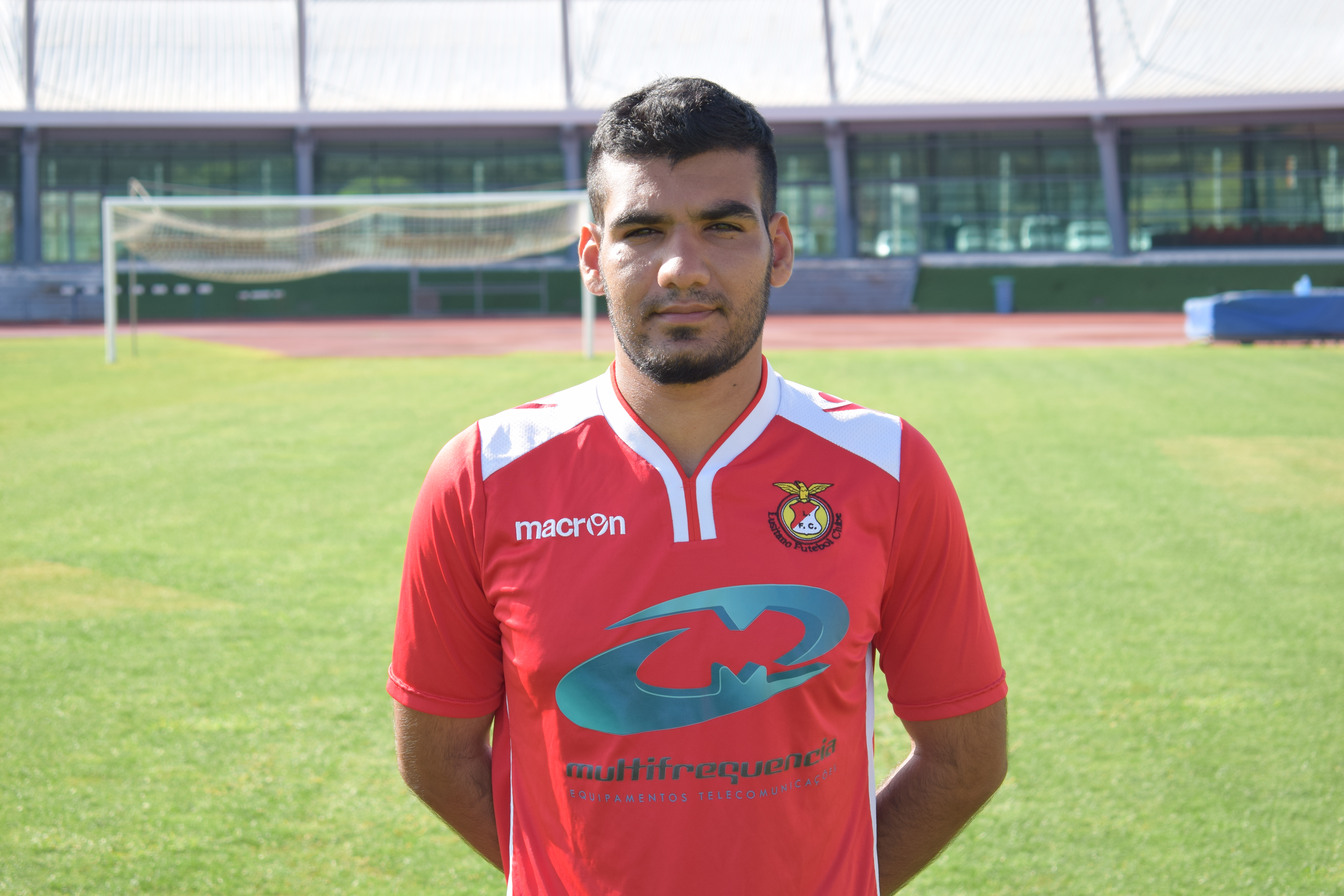
وی در ۲۰۱۶

### آکادمی
استواری عضو برق شیراز بود و کار خود را از آکادمی آنها آغاز کرد، همچنین در فجر سپاسی دیگر باشگاه زادگاه خود یعنی شیراز و استقلال یکی از باشگاه‌های بزرگ ایران بازی کرد.

### مالزی
آرش در سال ۲۰۰۹ با قراردادی ۲ ساله به PLUS F.C مالزی منتقل شد و همزمان دبیرستان و کالج خود را در کوالالامپور گذراند.

### عمان
در فصل ۲۰۱۱/۲۰۱۲ استواری با النصر قراردادی یک ساله امضا کرد.

### فیلیپین
در سال ۲۰۱۲ به فیلیپین نقل مکان کرد و برای باشگاه فوتبال پاسارگاد مانیل بازی کرد و در نیم فصل دوم بعد از مشکلاتی که با سرمربی پاسارگاد به وجود آمده بود به Mondoñedo رفت.

### تایلند
آرش با پیوستن به باشگاه فوتبال بانکوک یونایتد در لیگ برتر تایلند به آسیا بازگشت و این تبدیل به فرصتی برای نشان دادن بیشتر خود و ترانسفر او به اروپا برای فصل بعد شد.
وی در سال ۲۰۱۸ یکبار دیگر برای باشگاه فوتبال کالاسین به تایلند بازگشت.

### پرتغال
استواری تنها بازیکن ایرانی است که موفق به کسب عنوان قهرمانی در سه لیگ مختلف خارجی شده‌است. در سال ۲۰۱۶ پس از درخشش در لیگ برتر تایلند به باشگاه پرتغالی لوسیتانو زیر مجموعه باشگاه فوتبال بنفیکا پیوست و در پایان فصل از سوی هواداران پرتغالی به عنوان بهترین بازیکن فصل انتخاب شد.
کانال باشگاه مستندی از زندگی او در پرتغال به عنوان اولین بازیکنان ایرانی شاغل در لیگ پرتغال ساخته‌است. همکاری با مربی شاخص پرتغالی، ریکاردو سوزا، تأثیر زیادی در پیشرفت حرفه ای وی داشت. آرش به دلیل سبک بازی خود از سوی هواداران پرتغالی به ریکاردو کوارشما ایرانی ملقب شد.

### تیم ملی
در طول فصل حضور آرش در پرتغال، شایعاتی مبنی بر احتمال انتخاب وی در لیست کارلوس کی روش برای تیم ملی ایران شنیده می‌شد و در پس از عدم انتخاب در لیست ایران، پیشنهاد دریافت مبلغ نجومی برای تابعیت و پیوستن به تیم ملی عمان را از فدراسیون فوتبال عمان دریافت کرد که توسط آرش رد شد. و واکنش‌های متفاوتی را در ایران و عمان برای وی به همراه داشت.
استواری اعلام کرده بود که در رقابت‌های ملی برای هیچ کشوری به جز ایران به میدان نخواهد رفت.

### سنگاپور
آرش ساکن سنگاپور است و در سال ۲۰۱۸ به باشگاه بوکیت تیما پیوست و کاپیتان این باشگاه بود.
استواری بعدها برای یک باشگاه دیگر سنگاپور Admiralty CSC نیز بازی کرد.

### کامبوج
در فوریه ۲۰۲۰ آرش به Kirivong Sok Sen Chey F.C در کامبوج پیوست، باشگاهی که به هواداران پرشور و پرتعداد خود معروف است.

### زندگی شخصی
آرش اولین فرزند خانواده است و دو برادر کوچکتر از خود دارد و در رشته هوانوردی (خلبانی) تحصیل کرده‌است. وی به همراه خانواده اش ساکن سنگاپور زندگی می‌باشد.